# Paarsgevlekte gobie
De paarsgevlekte gobie (Cryptocentrus leptocephalus)  is een gobie die voorkomt in het westen van de Grote Oceaan met name van Maleisië en Indonesië tot Nieuw Caledonië op de bodem van riffen. De vis kan een lengte bereiken van 12 cm. De soort wordt verhandeld om in aquariums  te houden.